# Southern Sierra Miwok
Southern Miwok (Southern Sierra Miwok ), najjužnija skupina Sierra Miwok Indijanaca, porodica mariposan iz Kalifornije, čija se sela nalaze poglavito uz rijeku Merced, te neka uz Chowchillu i na Mariposa Creeku, odnosnokraj na području današnjeg parka Yosemite i zapadnim podnožjima Sierre.
Pronalazak zlata u Sierri dovest će do protjerivanja Indijanaca iz doline Yosemite gdje su živjeli Ahwahneechee, danas poznati kao Yosemite.

## Sela
Swanton ima na popisu: Merced River: Alaula-chi, Angisawepa, Awal, Hikena, Kakahula-chi, Kitiwana, Kuyuka-chi, Owelinhatihü, Palachan, Siso-chi, Sope-nchi, Sotpok, Wilito, Yawoka-chi; Mariposa: Kasumati, Nochu-chi; Chowchilla: Nowach, Olwia; Awani, blizu Yosemite; Sayangasi, izmeđusrednih tokova Merceda i Tuolumne; Wasema, kod izvora Fresno Rivera; Wehilto, gornji Fresno.

## Jezik
Southern Sierra Miwok govore posebnim miwok jezikom

## Vanjske poveznice
- The Southern Sierra Miwok Language (1964), by Sylvia M. Broadbent